# Cases de Pena
Cases de Pena (['kazəzdə'pɛnə], que també apareix documentat antigament com a Les Casasses o Escasasses (de Nostra Senyora de Pena) (en francès, Cases-de-Pène), o les Cases Noves de Pena, és un poble, cap de la comuna del mateix nom, de 858 habitants, de la comarca del Rosselló, a la Catalunya Nord.

## Etimologia
Es tracta d'un topònim romànic descriptiu: el conjunt de cases, entès com a poble d'hàbitat dispers, del lloc conegut com a Pena (nom d'una serra, d'un castell i d'un santuari, edificat damunt de les restes del castell.

## Geografia

Situació de la comuna de Cases de Pena en el Rosselló

### Localització i característiques generals del terme
Cases de Pena és una comuna de 133.800 hectàrees d'extensió situada a llevant de la subcomarca de les Corberes, a la vall de l'Aglí, en contacte amb la Plana del Rosselló.
El terme comunal de Cases de Pena és dominat al sud pel massís calcari de la Serra de Pena i al nord per la de Talteüll. Aquesta darrera és la que dona les màximes elevacions del terme i una serie de valls seques com la Coma de l'Infern, la de Puig Burgat i la del Roc, entre d'altres. Aquesta orografia accidentada constitueix tot el sector nord del terme, així com el sud-est; la resta és la plana al·luvial de l'Aglí, que n'és l'eix principal del terme. Aquest riu hi té un pas força sinuós: el poble és precisament en el meandre més tancat del riu, en el sinclinal de l'Aglí i Cases de Pena, a la sortida -dos meandres aigua avall- de l'Estret de Cavanac, retallat per l'Aglí als peus de la Serra de Talteüll.
Alguns trams del termenal segueixen accidents geogràfics, però la major part de vegades segueixen aquests accidents de forma aproximada, per la qual cosa es pot considerar que segueix límits arbitraris. A l'extrem sud-est, durant cosa d'un quilòmetre i mig des de l'extrem oest, al tritermenal entre Cases de Pena, Calce i Estagell, a 53,8 m alt, comença el límit meridional del terme de Cases de Pena, quasi tot el termenal amb Calce. Quan el riu arriba als 51 m alt, el termenal abandona la llera de l'Aglí i s'enfila cap al sud-est, en direcció al Roc del Pas de l'Escala i al punt on es troben les comunes de Cases de Pena, Calce i Baixàs, a 321 m alt, que forma part de la Serra de Pena. Des d'aquest punt, el termenal continua per aquesta serra cap a llevant, però sense seguir cap carena o separador natural fins al triterme amb Cases de Pena, Baixàs i Espirà de l'Aglí a la zona de l'Oratori de Perdigós; el límit és quasi tot en línia recta. El termenal amb Espirà de l'Aglí, que des del punt anterior segueix bàsicament la direcció nord-oest, és quasi tot ell arbitrari, fins que travessa el Rec de Ribesaltes i tot seguit l'Aglí, el darrer a 31,5 m alt. Des d'aquest lloc, el riu esdevé termenal, fins als 29,2 m alt, indret més baix del terme de Cases de Pena, a llevant del Camp d'en Colom, on troba el Còrrec de la Dona Morta, que segueix cap al nord-oest uns 850 metres, fins que gira de sobte cap al sud-est, formant una punxa. Aleshores fa la volta al Mas Meric, de primer cap a llevant i després cap al nord, seguint un tram d'un camí local i després senzillament una línia recta cap al nord, molt lleugerament decantada al nord-oest, fins que arriba, a 335,7 m alt, al vessant sud-occidental del Mont d'Espirà on es troben els termes de Cases de Pena, Espirà de l'Alí, Talteüll i Vingrau. És el punt més septentrional del terme de Cases de Pena.
Aquest darrer tram, que forma el costat oriental d'una falca del terme de Cases de Pena entre els termes que s'acaben d'esmentar, pertany al sector més muntanyós del terme. El costat occidental, que davalla cap al sud-oest, passa pel Puig Burgat, de 362 m alt, que és el lloc més alt de tot el terme, i segueix pel vessant sud-oriental de la Serra de Talteüll, a una alçada d'uns 200 metres, seguint una serreta als peus per aquest costat de la serra principal. Així, el termenal arriba al lloc on es troben els termes de Cases de Pena, Talteüll i Estagell, a 192,6 m alt, des d'on marca una forma circular còncava cap a l'oest i arriba, a 68 m alt, damunt de l'Aglí, on baixa, en direcció sud, fins al punt on ha començat aquesta descripció, a l'extrem oriental de l'Estret de Cavanac.
Termes municipals limítrofs:
| Talteüll | Vingrau |                  |
|          |         | Espirà de l'Aglí |
| Estagell | Calce   | Baixàs           |

### El poble de Cases de Pena

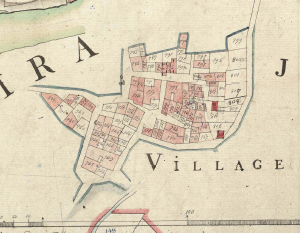
Cases de Pena en el Cadastre napoleònic del 1812 (Arxius Departamentals dels Pirineus Orientals)

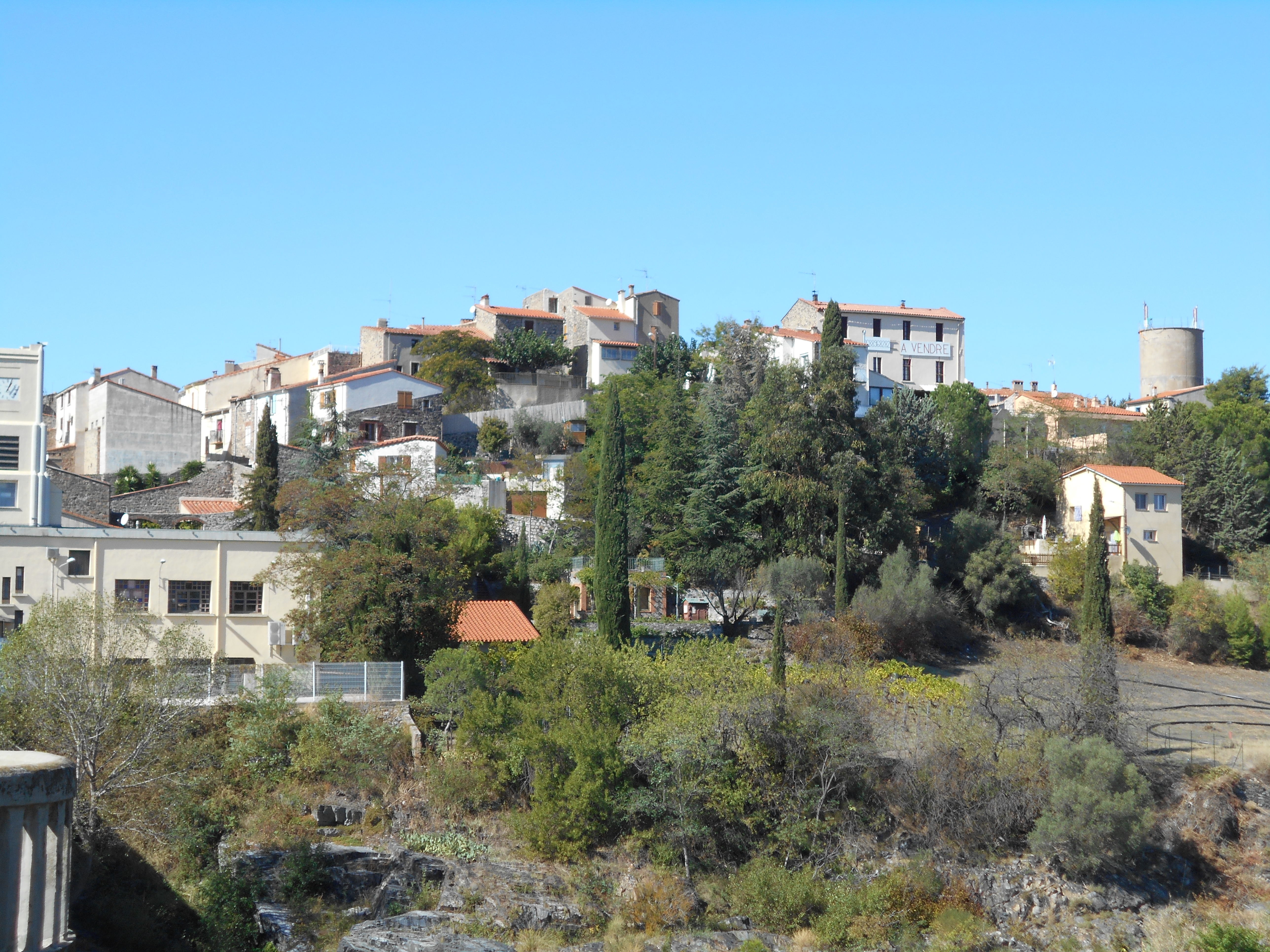
El poble antic, Santa Coloma de Pena

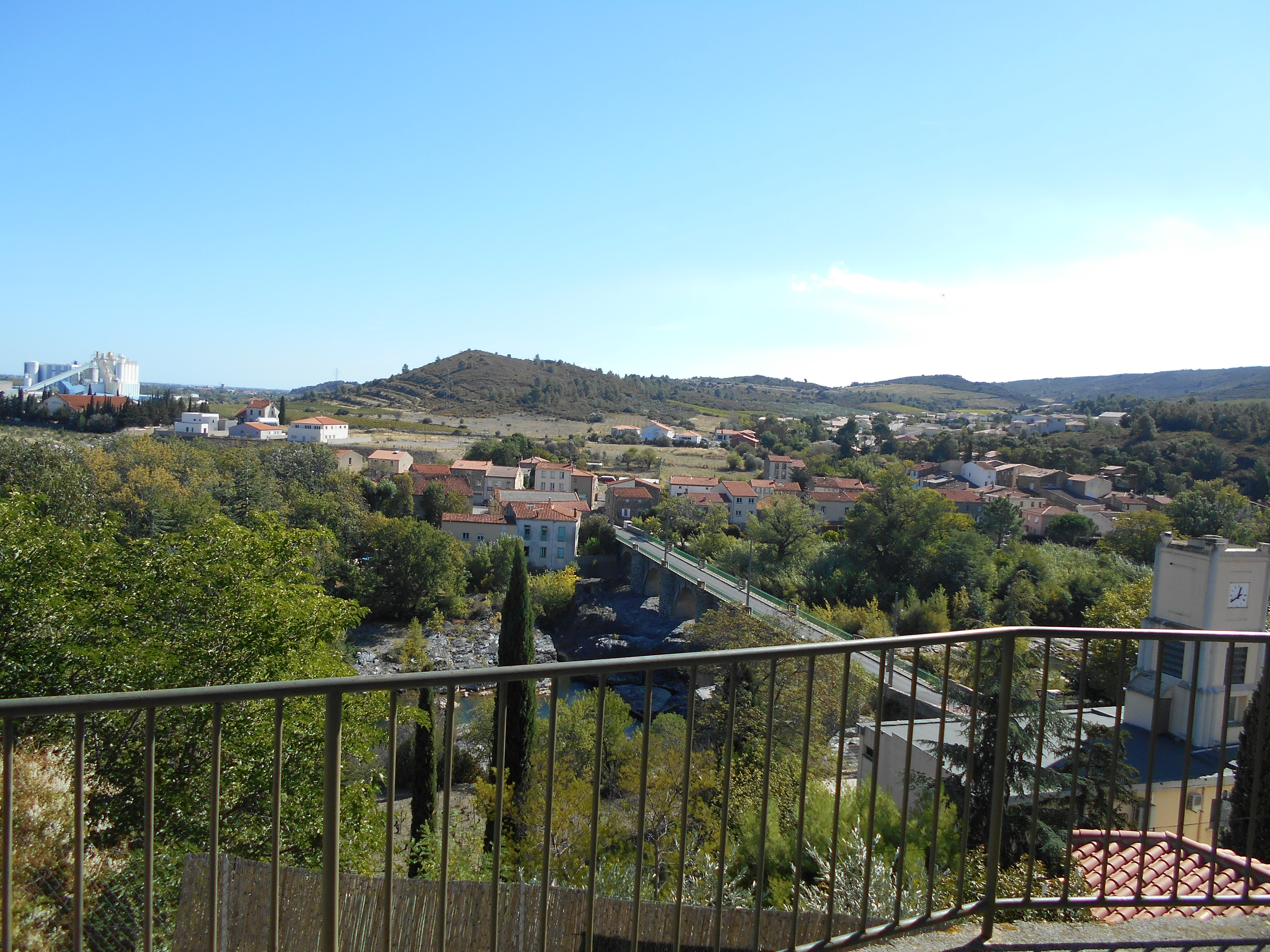
Barri de la Carretera de les Cases de Pena

El poble antic, anomenat Santa Coloma, o Santa Coloma de Pena, era situat a la dreta de l'Aglí. Del poble primitiu només queden unes parets de l'antiga església parroquial, Santa Coloma de Cavanac, o de Pena, a prop al sud-est del Mas d'en Triquera, al nord del lloc per on passa actualment la carretera.

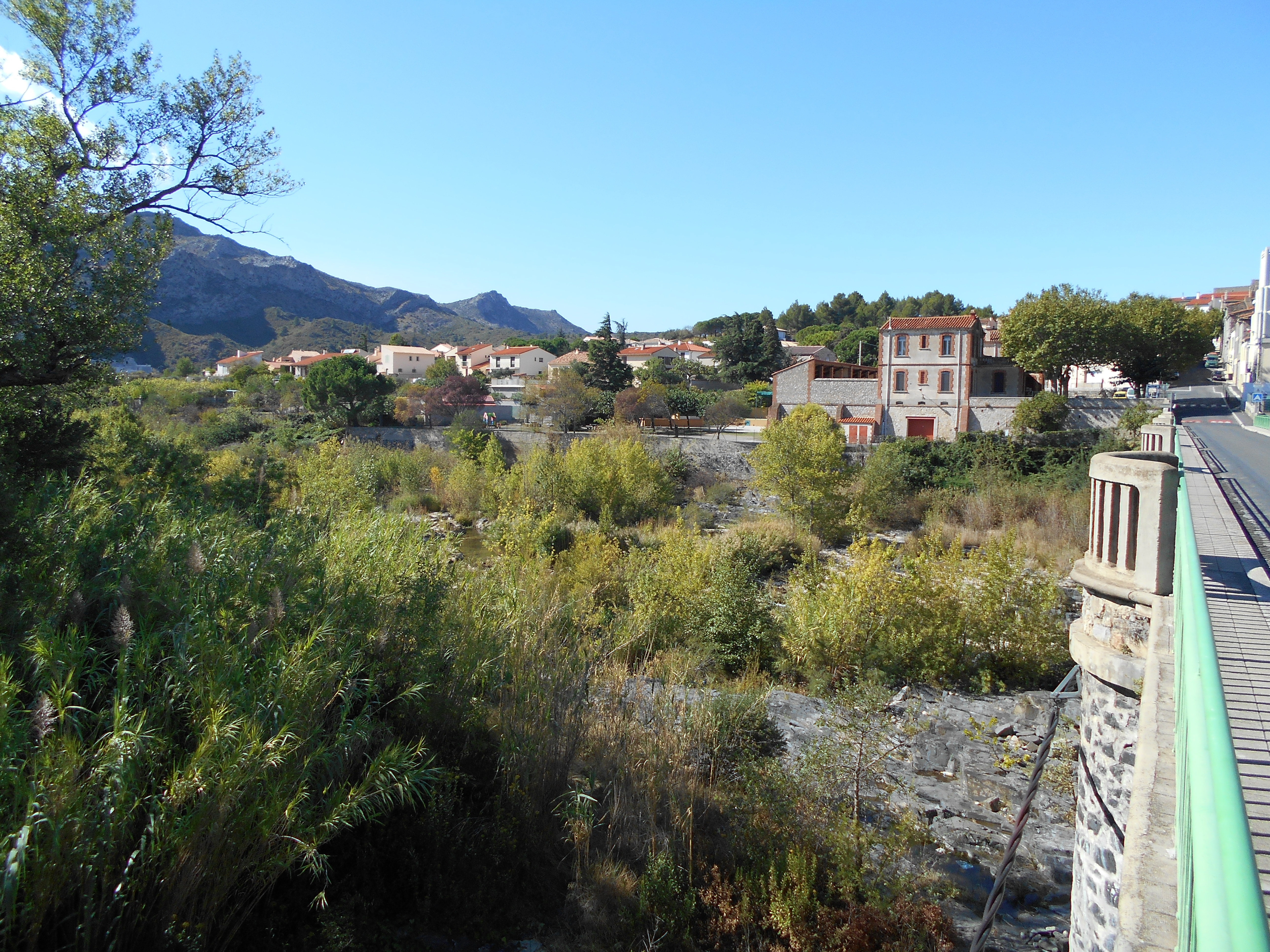
El nou Barri de la Gara

A partir de mitjan segle xiii el poble es desplaçà a l'esquerra del riu, en un turó a l'interior d'un marcat meandre del riu, en un lloc més protegit de les avingudes del riu. El poble vell es formà a l'entorn de l'església parroquial de Sant Pantaleó de Cases de Pena, amb a penes mitja dotzena de carrers i una cinquantena justa de cases. A prop del poble es troben la Cava Cooperativa, el Cementiri Vell, el Cementiri Nou i l'antiga Gara, ara en desús.
La creixença moderna del poble s'ha produït cap al sud-oest, on hi ha l'estació nova del poble, i cap a llevant, en aquest darrer cas un tros dins del terme comunal d'Espirà de l'Aglí, com el Barri de la Carretera, nascut al llarg de la carretera D117, i el de l'estació vella, aquesta dins del terme d'Espirà de l'Aglí.

### El Castell de Pena, ara ermita de la Mare de Déu de Pena

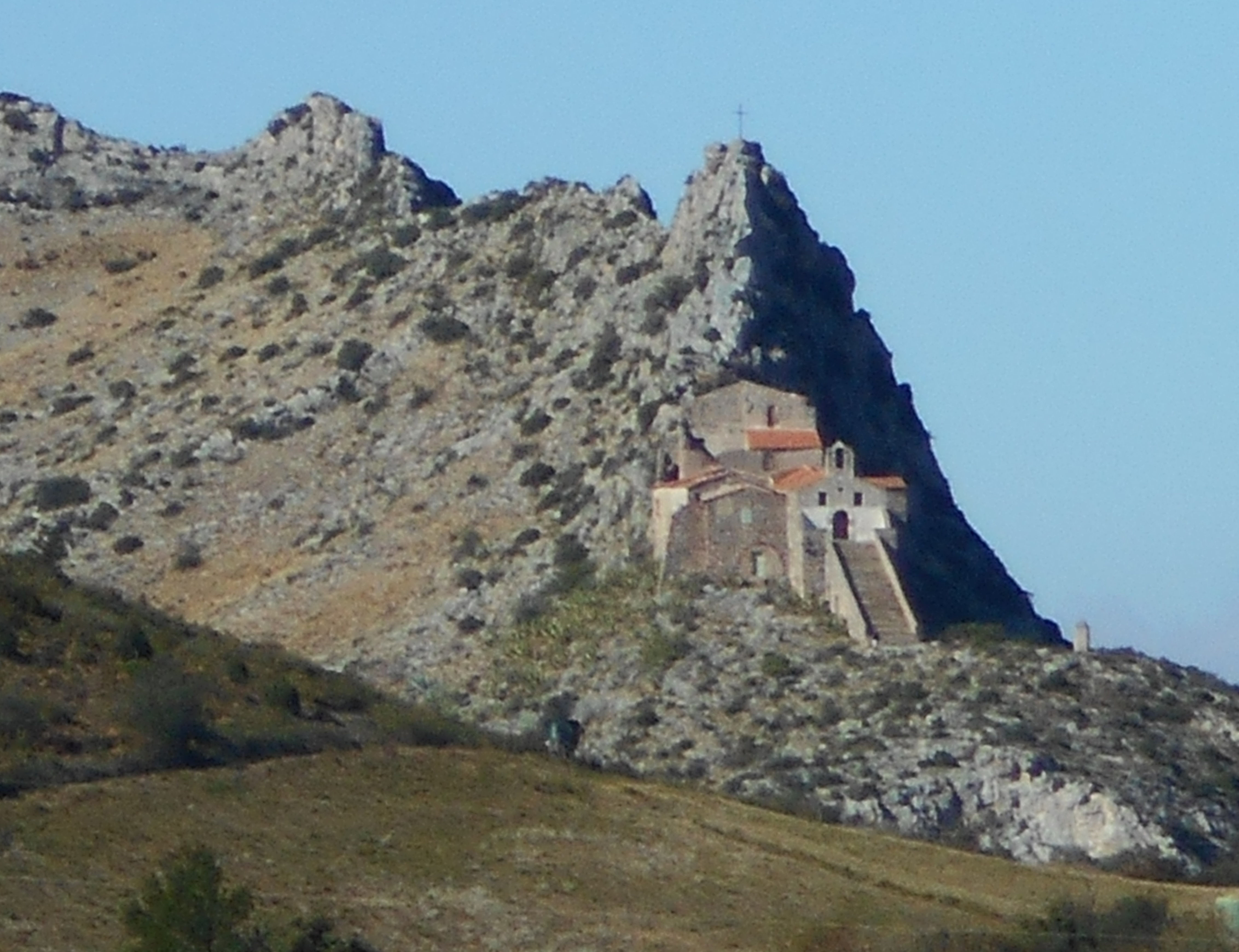
Antic Castell de Pena, ara santuari

L'antic Castell de Pena, dalt d'un esperó rocós de difícil accés, amb l'ermita de Nostra Senyora de Pena és a la dreta de l'Aglí, a prop i al sud-oest del poble actual de Cases de Pena i damunt i a migdia del lloc on hi hagué el seu precedent, el poble desaparegut de Santa Coloma de Pena. El santuari fou edificat el 1414, segons la data conservada a la cisterna del lloc, damunt de les restes del castell. Just a migdia del lloc hi ha la gruta on es troba la imatge d'aquesta església, ara conservada a Baixàs.
Entre els diversos oratoris existents en el decurs del camí que puja a l'ermita de Pena n'hi ha tres que destaquen per la forma de la construcció: els de Sant Galdric, Sant Antoni i Sant Lluís Rei.

### La Cava de Jau
La Cava de Jau és una cava privada que ha adoptat el nom comercial de Château de Jau, on s'elaboren vins de qualitat. L'edifici actual és una casa senyorial del 1789, que conserva una superba torre quadrada del temps que en aquest lloc hi hagué l'abadia cistercenca de Jau (segons la pàgina web d'aquesta empresa). Tanmateix, l'edifici actual ocupa el lloc del Mas Petit d'en Canclós que apareix en el Cadastre napoleònic del 1812.
És a ponent del terme de Cases de Pena, a l'esquerra de l'Aglí, just a ponent de la plana, a l'altra banda del riu, on hi hagué el poble vell, desaparegut des del segle xiii, de Santa Coloma de Pena.

### Els masos del terme
El terme de Cases de Pena té unes quantes construccions aïllades, entre les quals es troben la Cava de Jau, abans Mas Petit de Canclós, el Cortal de la Coma del Fumat, el Cortal del Camp d'en Gras, el Cortal de l'Honorat, el Cortal dels Bertran, el Cortal dels Clots d'en Lalei, el Cortal dels Cotius d'en Fornet, el Cortal d'en Bertran, avui Domini Abana, el Cortal d'en Malís, el Cortal d'en Pellicer, el Cortal d'en Xixet, la Dona Morta, o Mas de la Dona Morta, el Mas dels Pastors, abans Mas de Canclós, el Mas Meric, abans d'en Llobet, el Mas d'en Triquera, el Molí i la Usina, o Usina Deville. Alguns són ja noms antics, algun en ruines: el Casot de Josep Malís, el Cortal d'Andreu Moixa, el Cortal d'en Francesc Bertran, el Cortal d'en Jaume Bertran, el Cortal d'en Jaume Moixa, en ruïnes, el Cortal d'en Maurinat, el Cortal d'en Moixa, el Cortal d'en Parès, en ruïnes, el Cortal d'en Pasqual Bertran, el Cortal d'en Sennèn Reinald, en ruïnes, i el Cortal d'en Simó Pedrot. Esment a part mereixen el Dolmen del Camp de l'Arquet, actualment destruït, que també és un senyal termenal i el Forn de Calç de la Coma d'en Rosill, el Forn de Calç de l'Aiguera d'en Marens, el Forn de Calç del Casot Maurinat, el Forn de Calç del Còrrec de les Pasteres i el Forn de Calç del Forn Majester. També hi ha alguns oratoris: l'Oratori de Perdigons, els Oratoris del Camí de la Creu, i en Pere Capell (un oratori destruït). Finalment, també hi ha el Pont, o el Pont Nou, abans denominat, curiosament, el Pont Vell.

### Hidrònims

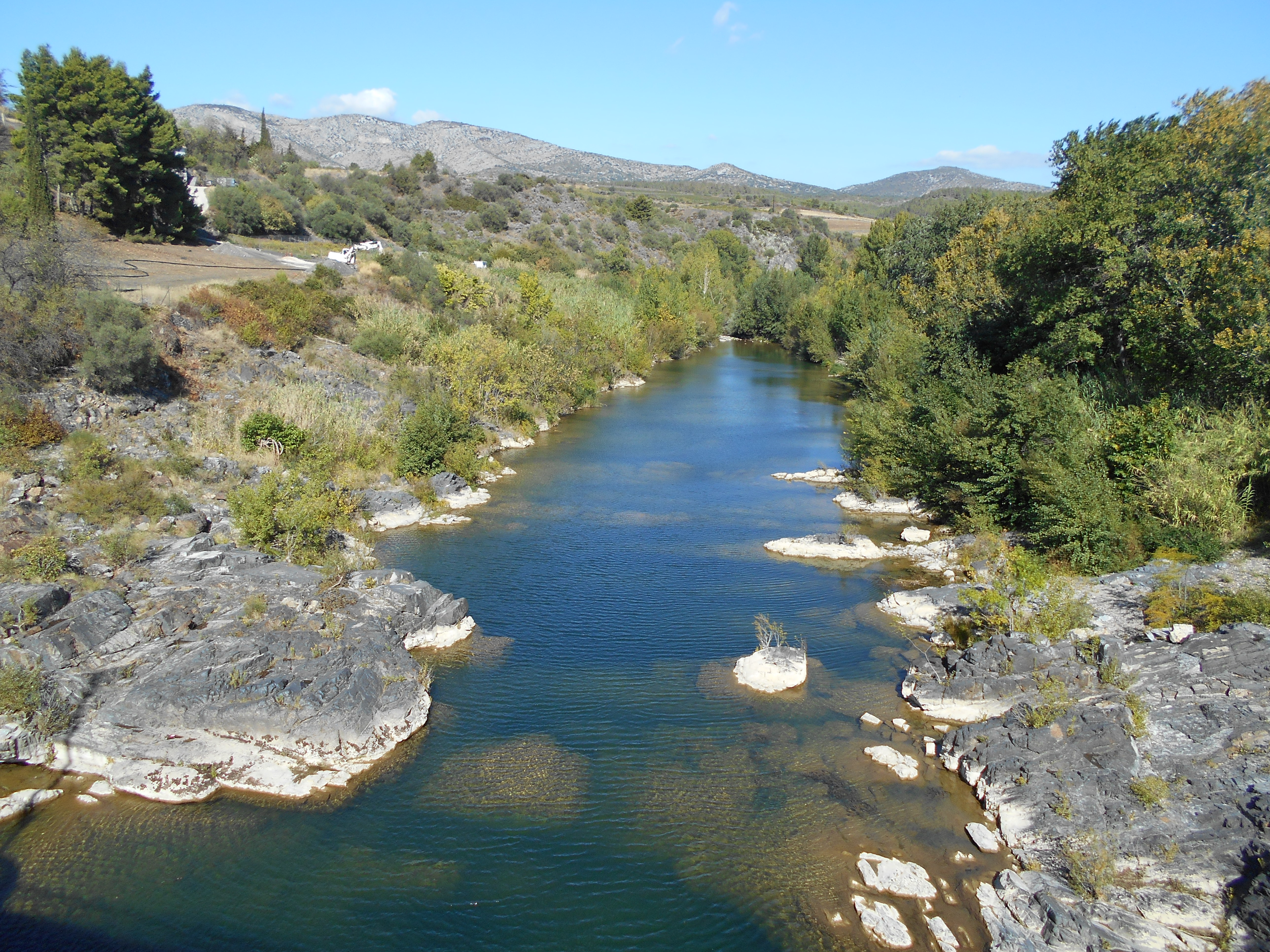
L'Aglí a Cases de Pena (nord)

L'Aglí és el riu vertebrador del terme de les Cases de Pena. El mateix riu té alguns accidents destacats, al Pont mateix, com el Bullidor i la Cascada; a més, té alguns gorgs destacats, com el Gorg de l'Aigua Calenta, el Gorg de la Torre i el Gorg del Vern. Són afluents de l'Aglí per la riba esquerra, i d'oest a est, el Còrrec d'en Llemosí, el de les Sacaires, el dels Clots d'en Lalei, el de la Coma d'en Pellicer, al qual s'ha unit abans el Còrrec de la Coma d'en Rabadà, el Còrrec de la Coma del Pou, el Còrrec de la Coma d'en Pujol, el Còrrec de la Coma d'en Roc, el Còrrec del Vedellar, amb el del Catllom, el Còrrec de la Coma d'en Mateu, el Còrrec de la Coma d'en Carles, el Còrrec del Camp del Fuster, el Còrrec de la Coma del Fuster, el Còrrec del Camp d'en Colom, el Còrrec de la Dona Morta, que aporta els còrrecs de la Coma d'en Colom (un altres amb el mateix nom), el Còrrec Petit de les Mortes, el de la Coma dels Pradells, el de la Coma del Forn Majester, el de la Coma de les Pasteres i el de les Pasteres, i, ja al límit de llevant del terme, el Còrrec del Mas d'en Llobet, que aporta els còrrecs dels Clots d'en Forner, el de l'Aiguera d'en Marens, el de la Coma de l'Infern, el de Puig Burgat i el de la Pedra Dreta. Per la dreta hi aflueixen la Coma dels Tres forns, el Còrrec de Santa Coloma, la Coma d'en Bordes, el Còrrec dels Barrancs de Pena, el Còrrec de la Coma de l'Ermita i el Còrrec de l'Anqueta.
Ran de l'Aglí hi ha alguns canals d'irrigació, com el Rec del Mas de Jau i el de Ribesaltes, que disposa de resclosa (la Resclosa del Rec de Ribesaltes). Hi ha també algunes fonts destacades: la de l'Anqueta, la del Projet fontinal i la d'en Mateu.

### Orònims
Alguns dels topònims del terme de Cases de Pena indiquen formes de relleu. Així, s'hi troben barrancs: els Barrancs de Pena; boscc: Bosc Comunal de Cases de Pena; clots: els Clots d'en Lalei; colls: Collada dels Gascons, Collada d'en Gibert; comes: Coma de Joan Trisclà, Coma de l'Aiguera d'en Marens, Coma del Fumat, Coma de l'Ermita, Coma de les Pasteres, Coma de l'Infern, Coma del Pou, Coma dels Tres Forns, Coma d'en Bordes, Coma d'en Mauri, Coma d'en Pellicer, Coma d'en Pujol, Coma d'en Rabadà, Coma d'en Rafelot, Coma d'en Roc, Coma d'en Rosill, Coma d'en Sardó; costes: Costes de Puig Burgat; Estrets: Estret de Cavanac; muntanyes: Puig Burgat; planes: la Plana d'en Canclós, el Planal de Puig Burgat; serres i serrats: Serra de Pena, Serra Llonga, Serra Mitjana, Serrat d'en Canclós, Serrat d'en Reinald, i solans: el Solà d'en Llemosí, el Solà del Planiol.

### El terme comunal
Els indrets específics i partides cadastrals del terme de Cases de Pena són: l'Aiguera d'en Marens, l'Ast Meric, el Bogatar, el Bosc d'en Susanna, el Camp del Bullidor, el Camp del Colom, o del Planal, el Camp de la Creu, el Camp de les Eres, el Camp de les Moixeres, el Camp del Fuster, el Camp de l'Hort, el Camp d'en Carles, el Camp d'en Gras, els Campells, el Camp Gran, el Camp Gros, el Camp Llong, els Camps dels Frares, el Casot Maurinat, el Catllom, Cavanac, el Camp de maniobres militar, el Còrrec de l'Àngel, els Cotius d'en Fornet, la Cova, la Creueta, la Dona Morta, les Eres, els Estrabassos, el Farratjal, la Font d'en Mateu, el Forn Majester, el Fornàs, el Gravillar, la Jaça d'en Dosset, el Mas d'en Llobet, el Mas d'en Triquera, Monplaisir, l'Oratori de Perdigons, Papalauca, els Pardells, el Pas de l'Escala, en Pere Capell, Roc Rodon, la Rompuda, la Safrana, el Salt de la Donzella, Santa Coloma, el Vedellar, Ventafarines i la Vinya Vella.
Alguns topònims són de senyals termenals: Baix del Serrat d'en Llemosí, la Creu del Roc dels Diners, la Fita del Mas d'en Camps, la Pedra Dreta, el Piló de Coma Pregon, el Piló de la Coma de les Faves, el Piló del Cim de la Coma de les Faves, o de la Coma d'en Rosill, el Piló del Serrat d'en Llemosí, o Piló de les Faves, el Piló del Roc Rodon, el Roc del Pas de l'Escala i la Termenera de la Vinya d'en Talairac (nom antic, ja en desús).

#### El Cadastre napoleònic
En el Cadastre napoleònic del 1812, Cases de Pena apareix descrit en tres seccions. La primera, la del Poble i de la Dona Morta, és al nord i nord-est de la comuna; conté les partides de la Coma de l'Infern, Puig Burgat, el Planal de Puig Burgat, les Costes de Puig Burgat, la Coma de les Pasteres, la Coma d'en Sardó, la Collada dels Gascons, la Collada d'en Gibert Est, els Camps dels Frares, els Pardells, el Gravillar, amb el Cortal d'en Xixet, l'Aiguera d'en Marens, la Coma d'en Rafelot, la Coma de l'Aiguera d'en Marens, el Collet d'en Fornet, el Mas Llobet, amb el mas d'aquest nom, i el Camp d'en Gras, amb la Barraca del gran Malís, el Cortal del Simó Pedrot, el Cortal d'Honorat, Serrallonga, la Dona Morta (una part d'aquesta partida fou transferida a Espirà de l'Aglí l'any 1875), amb el mas homònim, la Font d'en Mateu, la Rompuda, el Camp d'en Carles, el Camp del Fuster, el Camp Gran, el Camp de les Eres, el Camp de l'Hort, el Camp Gros, amb una construcció, el Camp d'en Colom, el Fornàs, el Camp del Bollidor, el Bollidor i la Vinya Vella.
El segon sector, del Mas d'en Canclós, ocupa el nord-oest del terme, amb les partides de la Collada d'en Gibert, la Coma d'en Maurí, amb el Cortal d'en Senèn Reinald, la Jaça d'en Dosset, amb els cortals d'en Moixer i de l'Andreu Moixer, la Coma de Joan Triscla, amb els cortals d'en Malís i d'en Bertran, la Coma d'en Rabadà, la Coma d'en Rosill, amb el Cortal de Joan París, la Coma d'en Pellisser, la Coma d'en Fumat, la Clota d'en Lalei, el Solà d'en Llemosí, els Planiols, el Solà del Planiol, el Serrat d'en Reinald, amb el mas Petit de Canclós, el Serrat d'en Canclós, que conté el Mas de Canclós i nou cortals repartits per la partida (Cortal de París, d'en Molist, d'en Bertran, de Joan Moixer, d'Andreu Moixer, de Jaume Bertran, de Jaume Moixer, de Senèn Raissat i dels Bertrans), la Coma del Pou, la Coma d'en Pujol, la Coma d'en Roc, la Vedella, el Camp, amb els cortals d'en Jaume Moixer i dels Bertran, el Mas d'en Triquera, amb el mas homònim, Santa Coloma, Entre els camins, l'Estret de Santa Coloma, la Coma dels Tres Forns, els Barrancs de la Serra, amb el santuari de Nostra Senyora de Pena, la Coma de l'Ermita, Papalauca, l'Oratori de Perdigons, les Campells, el Casot d'en Maurinat, amb el Cortal d'en Bertran i Ventafarines.

## Transports i comunicacions

### Carreteres
Travessa el terme comunal de Cases de Pena una sola carretera departamental: la D - 117 (Perpinyà - Límit dels Països Catalans, a Estagell), que procedeix de Perpinyà (a 16,6 quilòmetres), passant per Ribesaltes (a 7) i Espirà de l'Aglí (a 4,7). Passat Cases de Pena, cap a ponent mena a Estagell en 8,9 quilòmetres, abans de sortir dels Països Catalans cap a Maurí, a la Fenolleda.

### Transport públic col·lectiu
Calce està inclòs en la línia 12 de la Compagnie de Transports Perpignan Méditerranée, Perpinyà - Vingrau, que uneix aquestes dues poblacions passant pel Vernet, Ribesaltes, Espirà de l'Aglí, Cases de Pena, Estagell, Talteüll i Vingrau. Ofereix nou serveis diaris en direcció a Perpinyà i deu cap a Vingrau, de dilluns a dissabte. El diumenge i els dies de festa, té dos serveis en cada direcció.

### Ferrocarril

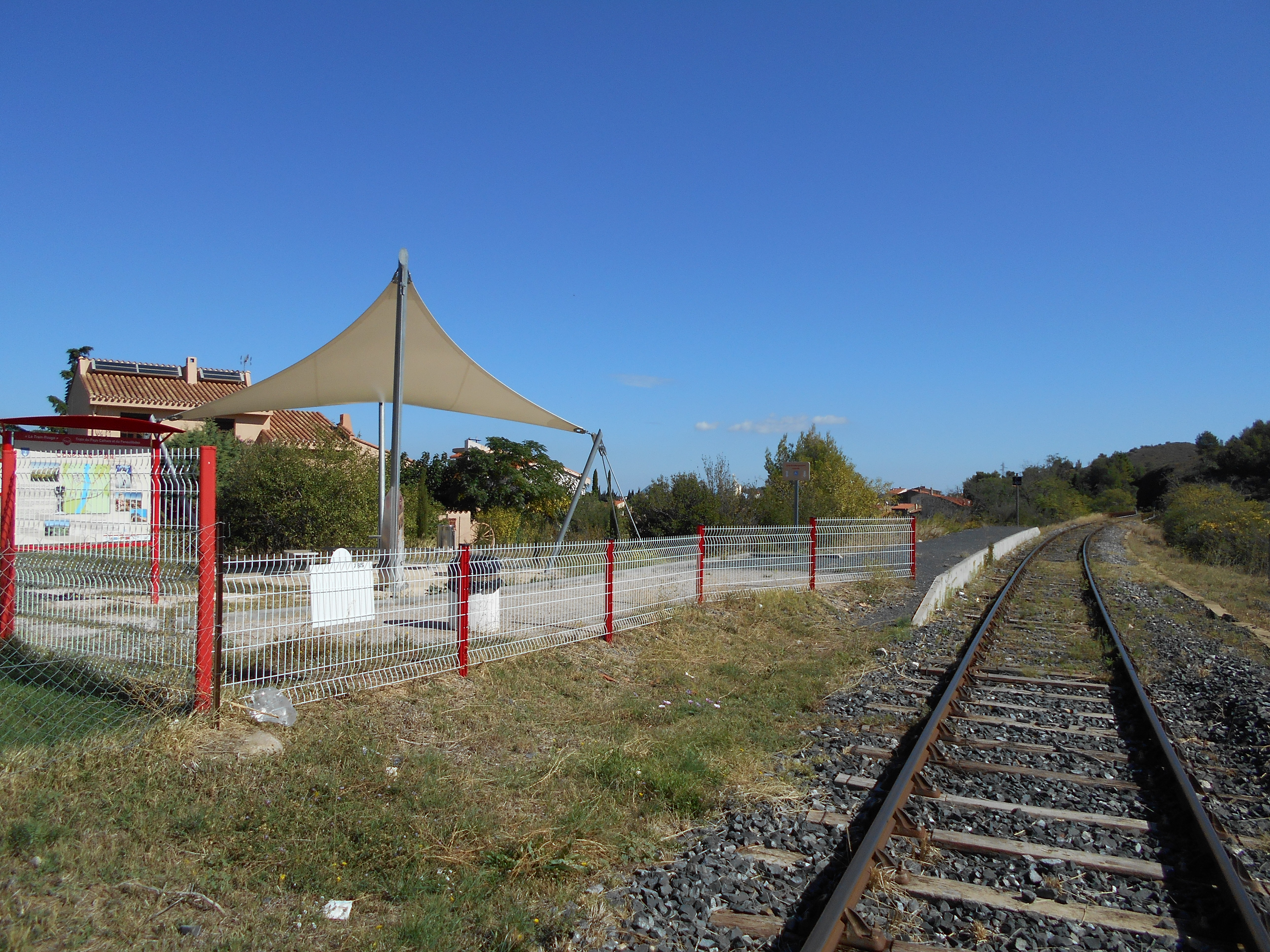
Estació nova

Cases de Pena té, de fet, dues estacions, avui dia una d'elles abandonada, en la línia de ferrocarril anomenada del Tren del País Càtar i de la Fenolleda; les característiques d'aquesta línia de tren turístic fa que les parades esdevinguin discrecionals, segons el disseny de cadascun dels trens que hi passen.

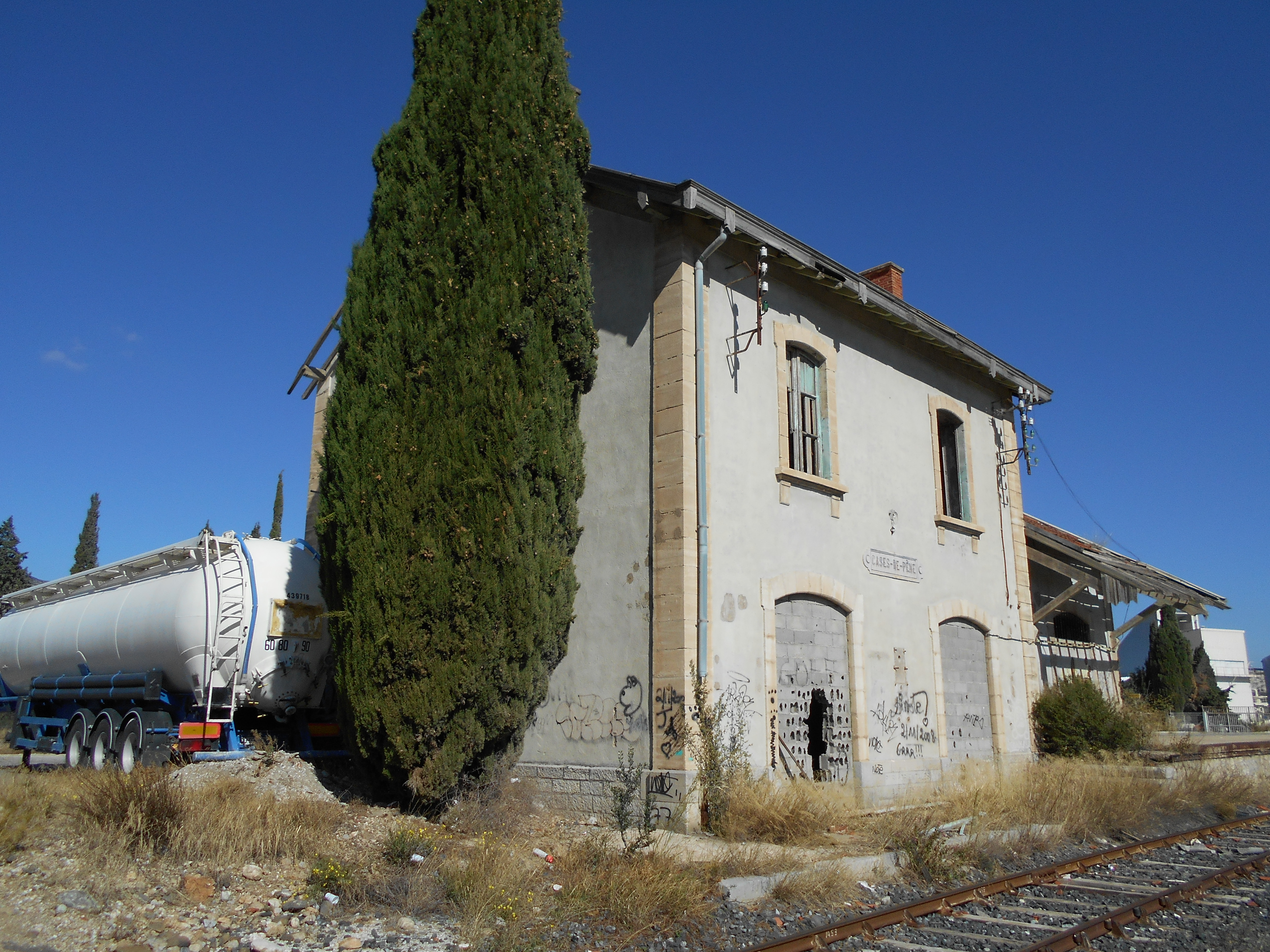
Estació vella de Cases de Pena

L'estació tradicional era dins del terme veí d'Espirà de l'Aglí, a la dreta de l'Aglí, a prop i a llevant del giratori de la carretera per on passa, justament, el termenal entre Cases de Pena i Espirà de l'Aglí, al final del carrer de l'Artesanat, en una zona on hi ha diversos edificis industrials.
En els darrers anys s'ha habilitat una segona parada, un baixador, tècnicament, més propera al centre del poble, a migdia seu i al nord de la Vinya Vella, al final del carrer de la Gara, on el tren pot fer una aturada discrecional.

### Els camins del terme
Els camins que travessen les terres de Cases de Pena són de dues menes: els interns del terme propi, i els que enllacen amb els pobles i termes veïns. Entre els primers es troben el Camí de la Coma del Pou, el de la Coma d'en Maurí, el de la Coma d'en Rabadà, el de la Dona Morta des de Cases de Pena, el del Mas d'en Triquera, el dels Clots d'en Lalei, el dels Cotius d'en Fornet, el del Vedellar, el de Nostra Senyora de Pena, el de Serrallonga i el de Ventafarines. Entre els que menen als pobles dels entorns hi ha el Camí o Travessa de Baixàs, el Camí de Calce, el de la Dona Morta des de Ribesaltes, dos de diferents de la Dona Morta des de Talteüll, el del Mas de Jau, abans Camí d'Estagell, el de Nostra Senyora de Pena des de Baixàs, el de Paretstortes, o Camí Ral, el de Perpinyà, dos d'anomenats Camí de Talteüll, el de Vingrau, el d'Espirà a Vingrau, la Pista de la Serra d'Espirà, la Ruta d'Espirà, la de l'Alentó, o d'Estagell, abans Camí d'Estagell, i la Ruta de Talteüll.

## Activitats econòmiques
La vinya constitueix pràcticament un monoculltiu, en el terme de Cases de Pena. D'unes 465 hectàrees de conreu existents, la vinya n'ocupa 446, de les quals 435 de denominació d'origen controlada. Tan sols 2 hectàrees es dediquen a arbres fruiters, en aquest cas albercoquers. Hi ha una societat vinícola en forma de cooperativa de vinyaters, i una empresa important: la de Château de Jau, Cava de Jau.
D'altra banda, hi ha extracció de pedra calcària al nord del terme, a la Serra de Pena, tant a Cases de Pena com als termes veïns de Talteüll i Vingrau, així com una planta de tractament de la pedra, que abans era a peu de pedrera, i des de darreries del segle XX ha estat traslladada a un lloc més accessible. També hi ha una important empresa de construcció; entre aquesta empresa i les pedreres donen ocupació a un centenar de persones, xifra molt important per a un poble petit com Cases de Pena.

## Història

### Edat Mitjana
El Castell de Pena està documentat des del 1011 (castellum Penna), i pertanyia, almenys durant els segles x i xi, al comte de Besalú, malgrat ser dins dels límits del Comtat de Rosselló. El castell, a la dreta de l'Aglí, és damunt d'un roc calcari de difícil accés, i als peus s'estenia el poble primitiu, aleshores anomenat Santa Coloma, que el 1263 ja és esmentat com a abandonat (castrum siue rupes de Pena et locum in quo fuit villa quod dicebatur de Sancta Columba). El 1269 el territori del castell de Pena passà a dependre del priorat augustinià de Santa Maria d'Espirà de l'Aglí, i després de Santa Maria de la Real, de Perpinyà, que succeí el monestir d'Espirà de l'Aglí. Aquesta dependència es mantingué fins a la fi de l'Antic Règim.

## Demografia

### Demografia antiga
La població està expressada en nombre de focs (f) o d'habitants (h)
| 14 f | 13 f | 10 f | 18 f | 12 f | 29 f | 83 h | 12 f | 22 f | 116 h |

Font: Pélissier 1986

### Demografia contemporània
| Evolució de la població |      |      |      |      |      |      |      |      |
| 1793                    | 1800 | 1806 | 1821 | 1831 | 1836 | 1841 | 1846 | 1851 |
| 137                     | 140  | 157  | 210  | 232  | 260  | 272  | 307  | 325  |

| 1856 | 1861 | 1866 | 1872 | 1876 | 1881 | 1886 | 1891 | 1896 |
| ---- | ---- | ---- | ---- | ---- | ---- | ---- | ---- | ---- |
| 321  | 389  | 438  | 441  | 570  | 613  | 557  | 618  | 593  |

| 1901 | 1906 | 1911 | 1921 | 1926 | 1931 | 1936 | 1946 | 1954 |
| ---- | ---- | ---- | ---- | ---- | ---- | ---- | ---- | ---- |
| 518  | 577  | 542  | 517  | 512  | 506  | 504  | 406  | 432  |

| 1962 | 1968 | 1975 | 1982 | 1990 | 1999 | 2004 | 2008 | 2009 |
| ---- | ---- | ---- | ---- | ---- | ---- | ---- | ---- | ---- |
| 501  | 483  | 334  | 387  | 406  | 430  | 576  | 728  | 772  |

| 2013 |
| ---- |
| 858  |

Fonts: Ldh/EHESS/Cassini fins al 1999, després INSEE a partir deL 2004

### Evolució de la població

Població 1962-2008

## Administració i política

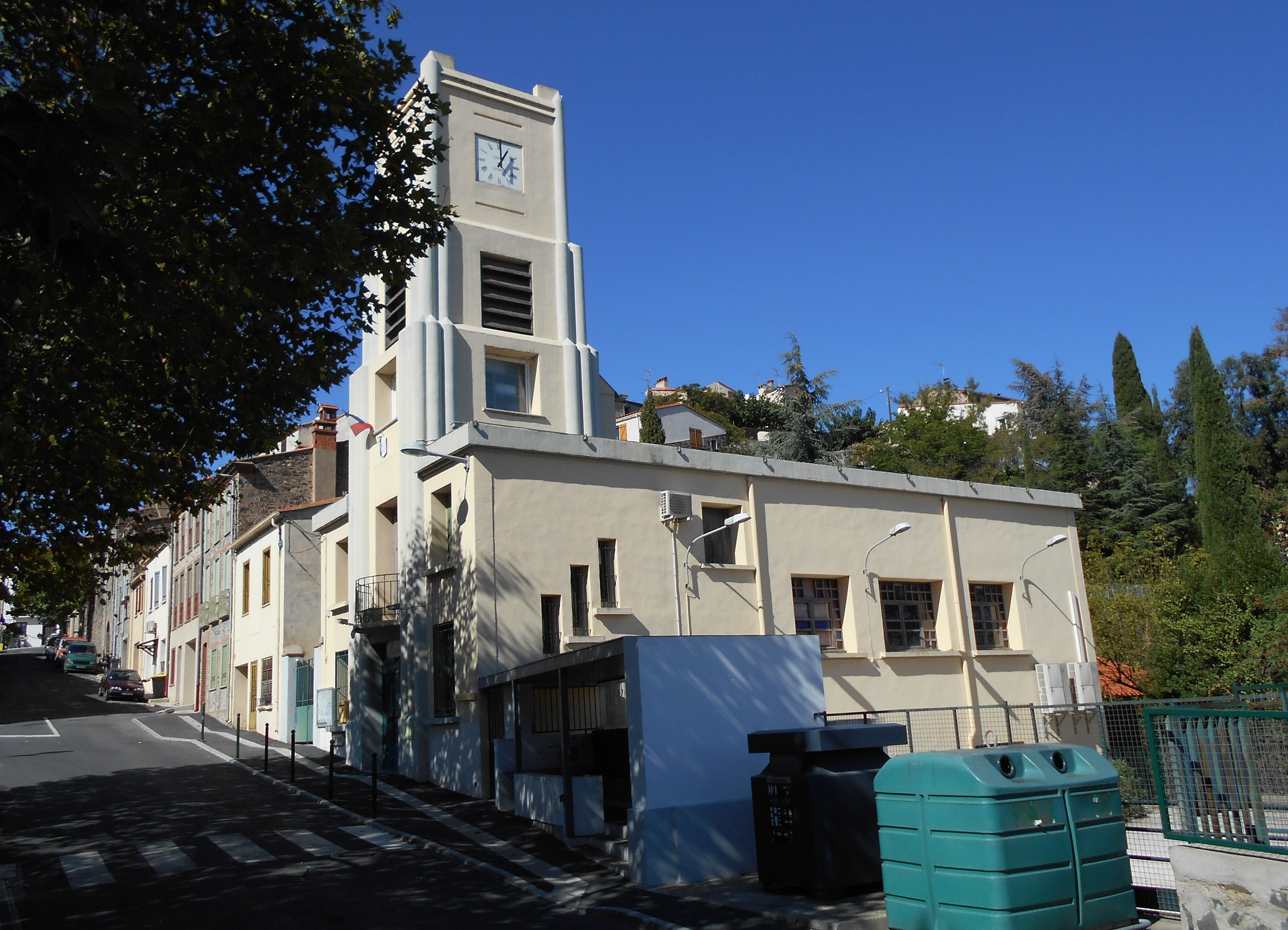
La Casa del Comú de Cases de Pena

### Batlles[10]
| Període                       | Nom                | Opció política | Comentaris |
| ----------------------------- | ------------------ | -------------- | ---------- |
| ? - Març del 2001             | Michèle Jodar      |                |            |
| Març del 2001 - Març del 2008 | Jeannine Rolland   |                |            |
| Març del 2008 - Moment actual | Théophile Martinez |                |            |

### Legislatura 2014 - 2020

#### Batlle
- Théophile Martinez

#### Adjunts al batlle
- 1r: .

#### Consellers municipals
- Gilbert Fortéa
- Michèle Garcia, de naixença Jodar
- Alain Macari
- Bernadette Salvador
- Joseph Gonzalez
- Rafaël Marco
- Gloria Martignoles
- Francine Roux
- Jordi Noguer
- Cécile Tiffou Macor
- Brigitte Bile
- Bertrand Salvetat
- Carolina Garau-Rosseló
- Félix Valdelievre

### Adscripció cantonal

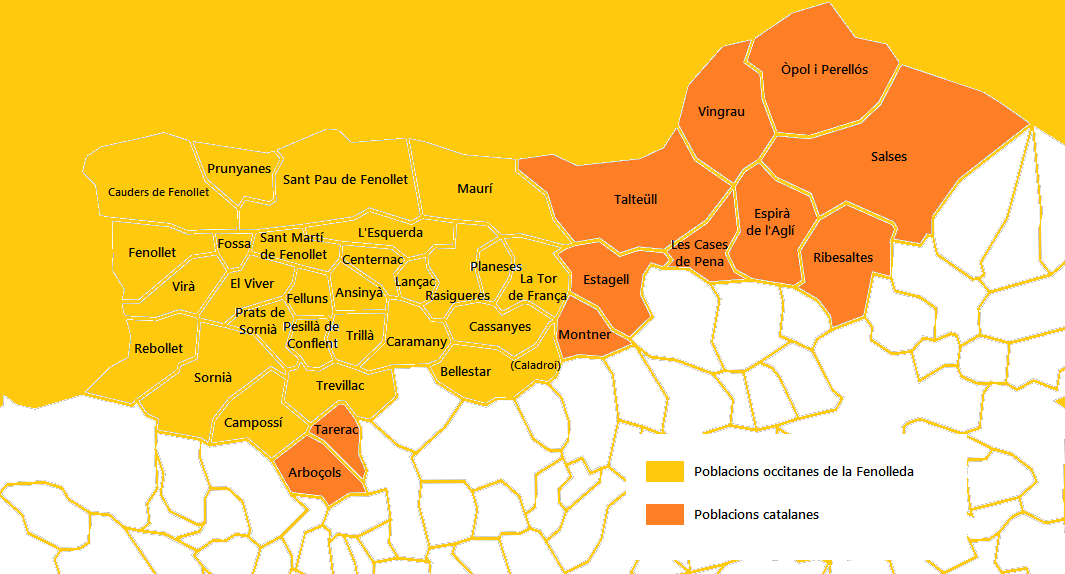
Mapa del Cantó de la Vall de l'Aglí

A les eleccions cantonals del 2015 el poble de Cases de Pena ha estat inclòs en el cantó número 15, denominat de la Vall de l'Aglí, amb capitalitat a la vila de Ribesaltes, juntament amb les viles catalanes d'Estagell i Salses i les occitanes de Sant Pau de Fenollet, Sornià i la Tor de França, a més dels pobles catalans d'Arboçols i Tarerac, de la comarca del Conflent, i Cases de Pena, Espirà de l'Aglí, Montner, Òpol i Perellós, Talteüll i Vingrau, de la del Rosselló i occitans d'Ansinyà, Bellestar, Campossí, Caramany, Cassanyes, Caudiers de Fenollet, Centernac, l'Esquerda, Felluns, Fenollet, Fossa, Lançac, Maurí, Pesillà de Conflent, Planeses, Prats de Sornià, Prunyanes, Rasigueres, Rebollet, Sant Martí de Fenollet, Trevillac, Trillà, Virà i el Viver. Els seus consellers departamentals són Lola Beuze (PCF - Front d'Esquerres), ex-consellera municipal de Pià, i Charles Chivilo (PRG), batlle de Maurí, de la Unió de l'Esquerra.

## Ensenyament i Cultura

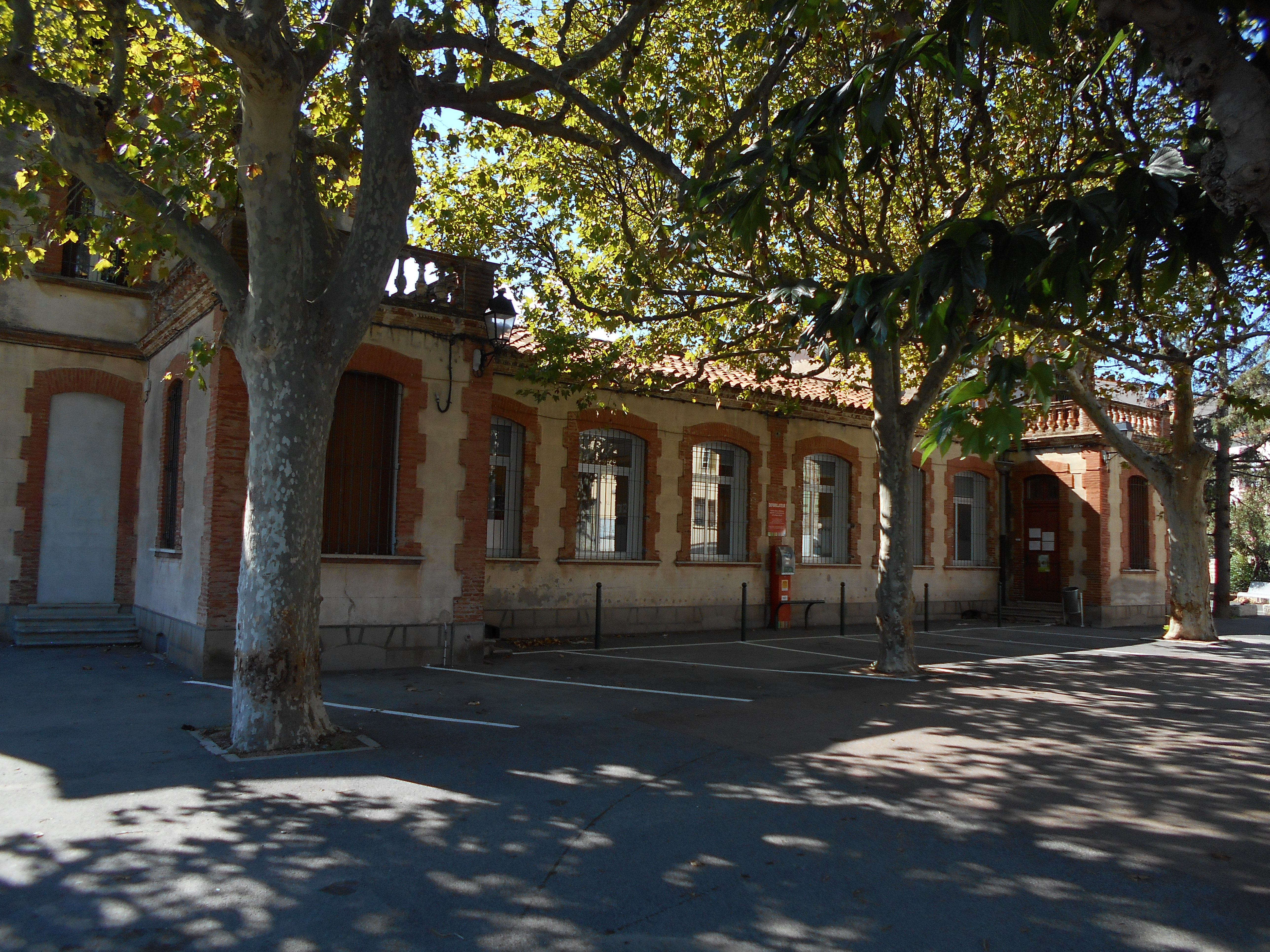
L'Escola de Cases de Pena

Cases de Pena disposa d'una sola escola pública, que cobreix les etapes de maternal i de primària. Per a continuar els estudis, els adolescents del poble van als col·legis d'Espirà de l'Aglí, Estagell, Ribesaltes, Sant Esteve del Monestir o Perpinyà per a la secundària, i als liceus de Ribesaltes o Perpinyà per al batxillerat.